# Rise of Nations: Rise of Legends
 (juillet 2011).
Si vous disposez d'ouvrages ou d'articles de référence ou si vous connaissez des sites web de qualité traitant du thème abordé ici, merci de compléter l'article en donnant les références utiles à sa vérifiabilité et en les liant à la section « Notes et références ».
Rise of Legends (officiellement Rise of Nations: Rise of Legends) est un jeu de stratégie en temps réel aux graphismes en 3D sorti en 2006, développé par Big Huge Games et publié par Microsoft. C'est la suite spirituelle du jeu vidéo Rise of Nations. Il se déroule dans un univers de science-fiction, associant des technologies futuristes et fantasy.

## Description
Il existe dans le jeu trois factions, les Vinci, les Alin et les Cuotl.
Le jeu se déroule sur une planète fictive, Aio, dans un univers de science-fiction, associant des technologies futuristes (chronohommes, sortes de robots, pour la nation Vinci par exemple), un style fantasy (dragons des sables pour les Alins par exemple) et un style faisant penser au bestiaire des civilisations amérindiennes, comme les Mayas, mélangé à une technologie extraterrestre (Idole Solaire, sorte de statue géante d'homme jaguar animée par une énergie divine, pour les Cuotls par exemple).
La campagne du jeu suit les aventures de Giacomo, un jeune et brillant inventeur Vinci originaire de Miana, la plus orientale des cités-états qui se sont divisées lors de la séparation de l'ancien empire Vinci qui occupait les terres les plus occidentales du continent. Un jour, lors d'un voyage pour étudier un mystérieux artéfact découvert dans une mine de Miana, Giacomo et son frère, le seigneur Petruzzo de Miana, sont attaqués par le Doge Alessadri de Venucci, le dictateur de la cité-état la plus occidentale des terres des Vincis. Le Doge, qui s'est emparé de l'artéfact, s'enfuit ensuite à Venucci alors que Giacomo décide de le poursuivre, rendu ivre de vengeance par la mort de son aîné. Accompagné de Carlini, vieux vétéran au service de Petruzzo et connaissant Giacomo depuis son enfance, ainsi que de Lenora, une capitaine des pirates aériens, les "Piratas", Vinci, il se lance dans une longue campagne contre le Doge... mais ce dernier n'est peut-être pas la seule menace pour le monde d'Aio.
Des vertes terres Vinci en passant par le grand désert central où vivent les Alins jusqu'aux sombres jungles de l'est du continent et qui abritent la civilisation Cuotl, la quête de Giacomo pourrait l'amener à faire plus qu'accomplir une simple vengeance...

## Système de jeu
Rise of Legends possède un gameplay assez proche de celui de Rise of Nations, avec des concepts de frontières nationales, un développements axés sur les bâtiments, et un système de gestion des ressources similaire ; cependant, il s'éloigne de son prédécesseur sur de nombreux points, allant souvent dans le sens d'une simplification : ainsi, il n'y a plus que trois ressources (le Timonium, un cristal bleu, et l'or ou l'énergie), le concept d'âge est supprimé, le nombre de bâtiments par nation est réduit.

### Villes
Contrairement à celles de Rise of Nations, les villes de Rise of Legends ne peuvent pas êtres construites par le joueur. Quelques villes, au départ neutres, sont déjà placées sur la carte. Les joueurs peuvent acquérir ces villes ou les soumettre par la conquête. Ce système s'applique aussi à certains bâtiments préexistants.
On peut dans chaque cité construire des quartiers. Le quartier militaire permet d'augmenter la capacité de population, d'augmenter la défense de la cité et offre des unités de base par quartier. Le quartier palatin permet de faire évoluer la cité de cité à grande cité et de grande cité à métropole, offrant à chaque niveau de nouvelles améliorations pour les unités et les bâtiments. Il est nécessaire de construire au moins trois autres quartiers dans la ville pour pouvoir y construire un quartier palatin. Les Alin et les Vinci peuvent aussi construire des quartiers marchands permettant de créer des caravanes pour générer des richesses et aussi augmenter le taux de collecte maximal des ressources. Le quartier Cuotl équivalent est le quartier de réacteur qui permet de générer de l'énergie, d'augmenter le taux maximal de collecte, et de gagner 1 point de développement, qui permettra d'effectuer des recherches technologiques.
Chaque peuple possède un quartier unique qui lui est propre. Celui des Vinci est le quartier industriel, qui fournit un point de développement avec lequel on peut développer des prototypes uniques ou faire des recherches technologiques qui améliorent les unités et les bâtiments. Il sert également à augmenter la vitesse de construction des bâtiments et de production d’unités. Il s'agit du quartier de magie pour les Alin et du quartier saint pour les Cuotl.

### Héros
L'apparition des héros constitue une autre nouveauté. Il s'agit d'unités uniques (seul un exemplaire d'un héros donné peut exister pour chaque nation), différentes pour chaque faction, douées de pouvoirs spéciaux et que l'on peut améliorer.

### Factions

#### Les Vinci
Les Vinci sont des hommes qui se servent de la technologie. Leurs bâtiments et unités sont inspirés du style "Da Vincipunk" ou "Clockworkpunk". On voit l'influence de Léonard de Vinci dans leurs unités, qui font usage de mécanismes d'horlogerie par exemple. Leur culture et leur organisation politique ressemble à celles de la renaissance italienne.
Ils disposent de trois bâtiments de production d'unités :
- la caserne, qui permet de créer des unités d'infanterie ;
- l'aérodrome, pour créer des unités aériennes
- et la forteresse à vapeur, qui permet de produire des unités de siège

#### Les Alin
Les Alin sont des créatures appartenant au monde du fantastique : ils disposent d'unités tels que le phénix, des dragons, des salamandres. Ils se servent de la magie. Il y a également une inspiration importante du monde arabe dans leur esthétique.
Leurs unités ne sont pas réparties dans les bâtiments selon leur fonction mais plutôt d'après le type de magie qu'elles utilisent (sable, feu ou verre).

#### Les Cuotl
Les Cuotl sont inspirés principalement des civilisations amérindiennes. Selon l'histoire du jeu, ils sont les rescapés d'un crash de vaisseau spatial et disposent d'une technologie très avancée qui leur permet de passer pour des dieux auprès de peuplades primitives.

## Accueil
| Rise of Legends |      |       |
| Média           | Pays | Notes |
| GameSpot        | US   | 76 %  |
| Jeuxvideo.com   | FR   | 17/20 |
| Joystick        | FR   | 8/10  |